# Jugendrotkreuz
Das Jugendrotkreuz (JRK) ist die Jugendorganisation des Roten Kreuzes. International wird das Jugendrotkreuz als Red Cross Youth (RCY) bezeichnet, in einigen Ländern ist auch die Bezeichnung Junior Red Cross (JRC) oder Kids Red Cross geläufig.
Das JRK hat sich die Aufgabe gesetzt, junge Menschen an das Ideengut des Roten Kreuzes heranzuführen. Seine Ziele sind soziales Engagement, Einsatz für Gesundheit und Umwelt, Handeln für Frieden und Völkerverständigung, politische und gesellschaftliche Mitverantwortung. Dabei arbeitet das Jugendrotkreuz mit Schulen, Bildungseinrichtungen, mit anderen Jugendverbänden und Initiativen zusammen. Jugendrotkreuzler bekennen sich zu den Grundsätzen der Internationalen Rotkreuz- und Rothalbmondbewegung.
Das Aufgabenspektrum des Jugendrotkreuzes ist nach regionalen Gegebenheiten und Personal sehr differenziert. Schwerpunkte sind neben der Jugendverbandsarbeit die Bereiche Schularbeit mit Schulsanitätsdienst und schulischer Streitschlichtung (Mediation) sowie das Schminken und Darstellen von Verletzungen zu Übungszwecken (Notfalldarstellung), aber auch die Gestaltung von Ferienfreizeiten für die eigenen Mitglieder und Interessierte von außerhalb. 

## Geschichte
In den eigenen Publikationen wird die Gründung von festen Jugendrotkreuz-Strukturen oft mit den Jahren 1914 (in Kanada) bis 1919 (in Amerika) angegeben. Aber schon vor dieser Zeit gab es einzelne Aktivitäten von Kindern und Jugendlichen unter der Obhut des Roten Kreuzes.
So geht der Beginn der Jugendrotkreuzbewegung zurück bis in das Jahr 1870, als erstmals in der niederländischen Provinz Südholland, zusammen mit dem Zweigverein von Leiden, ein Aufruf zur Mitarbeit von Schulkindern bei Rotkreuz-Aktivitäten zur Sammlung von Spendengeldern für die Opfer des Deutsch-Französischen Krieges erfolgte. Weitere bekannte Aktivitäten folgten 1885 in Bulgarien. Im Jahr 1892, anlässlich der fünften Internationalen Rotkreuz-Konferenz in Rom, berichteten Vertreterinnen des Roten Kreuzes von Mähren über ihre Jugendrotkreuz-Aktivitäten (Betreuungsarbeit). In weiterer Folge sind Aktivitäten für die Jahre 1896 in Spanien, 1899 in Südafrika und 1906 in Amerika nachweisbar. Hier halfen zum Beispiel Kinder und Jugendliche unter dem Roten Kreuz bei der Linderung der Leiden der Opfer des Erdbebens von San Francisco.
Vor allem in der Zeit des Ersten Weltkrieges wurden Jugendrotkreuz-Strukturen in Amerika, Kanada und Australien ausgebaut. Vor dem Ersten Weltkrieg war aber die Friedenstätigkeit des Roten Kreuzes noch nicht genügend entwickelt, um dauernde Jugendorganisationen vorzuhalten. Erst durch den Krieg, die Gründung der Liga der Rotkreuz-Gesellschaften (1919) und darin einer eigenen JRK-Abteilung (1922), wurde eine ständige Jugendrotkreuz-Struktur aufgebaut und Zug um Zug ausgeweitet.
Im Jahr 1922 wurde erstmals eine Resolution des Generalrates der Liga der Rotkreuz-Gesellschaften verabschiedet, in der den Nationalen Rotkreuz-Gesellschaften nachdrücklich empfohlen wird, „die Schuljugend für die Jugendrotkreuzbewegung zu gewinnen“. Unterstützung durch die Gesellschaften sollten vor allem der Schülerbriefwechsel und der Albenaustausch als mögliche Jugendrotkreuz-Aktivitäten finden. Zu diesem Zeitpunkt, im Jahr 1922, waren bereits in 21 Ländern Jugendstrukturen vorhanden. Bis zum März 1925 bestanden insgesamt 34 JRK-Organisationen.
In Europa gründeten sich 1920 in Ungarn und Polen, im Jahr 1921 in Italien, Bulgarien, Tschechoslowakei, Großbritannien, Norwegen, Jugoslawien und der Schweiz neue JRK-Organisationen. Österreich, Rumänien, Schweden und Frankreich folgten im Jahr 1922. Im Folgejahr kamen Belgien, Dänemark, Estland, Lettland, Niederlande und im Jahr 1924 Griechenland hinzu. Im Aufbau befanden sich damals JRK-Strukturen in Danzig und Finnland; geplant war die Gründung in Spanien; für Luxemburg und Deutschland sah man die Möglichkeit zum Aufbau eines Jugendrotkreuzes.
Schularbeit war das wichtigste Tätigkeitsfeld des Jugendrotkreuzes. „Insgesamt verfolgte man das Ziel, die Kinder mit dem Gedankengut des Roten Kreuzes vertraut zu machen, damit durch diese Bewegung die Welt besser würde. Dieses hochgesteckte Ziel glaubte man nur mit Hilfe der Lehrer verwirklichen zu können. So wurde der Organisationsplan in erster Linie auf die Schule zugeschnitten, wobei die Schüler die Grundlage bildeten und die Lehrer die Führer sein sollten.“

## Die Jugenddeklaration von Solferino
Zum 150-jährigen Jubiläum der Rotkreuz – und Rothalbmondbewegung im Jahr 2009 haben 250 Jugendliche aus 128 Ländern in Solferino eine Deklaration erarbeitet und stellvertretend für 50 Millionen freiwillige jugendliche Mitarbeiter des Roten Kreuzes in Genf präsentiert:
In einer Welt voller Herausforderungen verpflichten wir uns – die Jugend der Bewegung des Roten Kreuzes und des Roten Halbmonds:
1. einen tiefgreifenden Wandel und die Entwicklung von Fähigkeiten voranzutreiben, um Harmonie und positive Verhaltensweisen innerhalb der Gemeinschaften zu fördern
2. unsere sieben Grundsätze als Vertreter eines Verhaltenswandels in unseren Gemeinschaften zu leben
3. auf Gewalt zu verzichten, den Respekt vor der Vielfalt und eine Kultur des Friedens in der Welt zu fördern
4. uns auch in unserem persönlichen Leben gegen Diskriminierung einzusetzen
5. gemäß dem Humanitären Völkerrecht alles zu tun, um das Leiden in bewaffneten Konflikten zu reduzieren und aktiv Informationen über die Regeln in bewaffneten Konflikten zu verbreiten, selbst in Friedenszeiten.

## Europäische Jugendrotkreuz Netzwerke

### DACHL-Netzwerk
Im deutschsprachigen Raum gibt es das Deutsche Jugendrotkreuz, Österreichische Jugendrotkreuz, Schweizerische Jugendrotkreuz und Luxemburgische Rote Kreuz. Diese haben sich im DACHL-Netzwerk zusammengeschlossen. D-A-CH-L bildet sich aus den Nationalitätszeichen der vier beteiligten Organisationen.
Das DACHL-Netzwerk startete am 26. Mai 2007 eine gemeinsame Kampagne mit dem Titel „Deine Stärken. Deine Zukunft. Ohne Druck!“ Das Augenmerk galt vielfältigen Erwartungen, Unsicherheiten und Zukunftsängsten, die Kinder und Jugendliche unter Druck setzen können, sowie Maßnahmen zu ihrer Förderung und Unterstützung. Die Kampagne lief bis Juni 2009.

### EU Red Cross Youth Network
2007 wurde das EU Red Cross Youth Network gegründet (kurz: EURCYN). JRK Vertreter aus allen 27 Mitgliedstaaten der europäischen Union sind hier Mitglied. Ziel ist es Jugendrotkreuzler in der EU eine Stimme zu geben. Aber auch das Kontakte knüpfen untereinander und das Vereinfachen und Beantragen von EU-Fördergeldern gehören zu den Zielen.

### European Cooperation Meeting
Das European Cooperation Meeting (kurz: ECM) wurde 1978 erstmals organisiert und findet alle zwei Jahre statt. Aus 52 europäischen Rotkreuz- und Rothalbmondgesellschaften kommen ehren- und hauptamtliche Jugendvertreter zusammen, um Erfahrungen auszutauschen. Auch steht auf dem Programm eine gemeinsame Politik für Kinder und Jugendliche in der Rotkreuz- und Rothalbmondbewegung.

## Deutsches Jugendrotkreuz
Das Deutsche Jugendrotkreuz (DJRK, JRK) ist der anerkannte und selbstverantwortliche Kinder- und Jugendverband des Deutschen Roten Kreuzes. Im DJRK sind etwa 113.000 Mitglieder, die sich in ca. 5.500 Gruppen unterteilen. Das Jugendrotkreuz ist in Bundesebene, Landesverbände, Bezirksverbände, Kreisverbände, und Ortsvereinen organisiert.

## Österreichisches Jugendrotkreuz
Das Österreichische Jugendrotkreuz (ÖJRK) ist eine Teilorganisation des Österreichischen Roten Kreuzes. Ebenso wie das Rote Kreuz ist das ÖJRK eine unpolitische und überparteiliche Organisation, deren Aufgabe es ist, junge Menschen zu humanitärer Gesinnung und zu mitmenschlichem Verhalten hinzuführen sowie konkret Hilfe zu leisten. Das ÖJRK bietet ein umfassendes Leistungsangebot für Jugendgruppen, Lehrer und Schüler.
In den 1920er Jahren hatte das ÖJRK seinen Sitz im Gebäude des ehemaligen Kriegsministeriums am Stubenring 1 im 1. Wiener Gemeindebezirk.
Das Österreichische Jugendrotkreuz hat etwa 60.000 Mitglieder (circa 7.000 davon in Jugendgruppen) und ist in 544 Gruppen auf Orts- beziehungsweise Bezirksebene organisiert. Das reguläre Mitgliedsalter liegt zwischen 6 und 26 Jahren, Mitglieder in Leitungspositionen können älter sein.
Die Landesorganisationen des Jugendrotkreuzes sind Teil des jeweiligen Landesverbandes. Das Arbeitsfeld des Jugendrotkreuzes ist die österreichische Schule. Die Nachwuchsorganisation für die klassischen Tätigkeiten des Österreichischen Roten Kreuzes (Rettungsdienst, Blutspendedienst, verschiedene soziale Angebote) ist die Rot Kreuz Jugend.

### Leistungsangebot des ÖJRK
- Monatlich erscheinende ÖJRK-Schülerzeitschriften: Hallo Schule!, Meine Welt, Mein Express, Space, Spot[10]
- Integration und Therapie durch Körperbehindertencamps, Jugendcamps
- Gesundheits- und Umweltschutz durch Erste Hilfe, Peer-Education, Servicestelle für Gesundheitsbildung (GIVE)
- Friedens- und Konfliktkultur durch die Organisation des Internationalen Studien- und Freundschaftscamps

### Kursangebot des ÖJRK

#### RoKo
Das Kindergarten-Programm des Jugendrotkreuzes. Derzeit bietet RoKo folgende Module an:
- Erste Hilfe und Gefahrensensibilisierung
- Kinder im Straßenverkehr
- Sicherheit am Wasser
- Mein letztes Kindergartenjahr

#### Helfi hilft dir helfen
Das Helfi-Programm bringt Volksschülern Erste Hilfe in kindgerechter Form näher. Die Kinder sollen auf häufige Unfallgefahren aufmerksam gemacht werden und verschiedene Möglichkeiten der Unfallverhütung kennenlernen. Durch diesen ersten, grundlegenden Erste-Hilfe-Unterricht sollen sie auch ermuntert werden, weiterführende Kurse zu besuchen.

#### Freiwillige Radfahrprüfung
Ziel der freiwilligen Radfahrprüfung, an der jedes Jahr 86.000 Kinder im Alter von zehn bis zwölf Jahren teilnehmen, ist die sichere und verantwortungsbewusste Teilnahme von Kindern am öffentlichen Straßenverkehr, wie auch das Wissen um häufige Unfallgefahren.

#### Erste Hilfe
Im Einführungskurs für Erste Hilfe und Unfallverhütung soll das bereits Erlernte aus der Volksschule (Helfi hilft dir helfen) wiederholt und gefestigt werden. Darüber hinaus erlernen die Schüler weitere wichtige Erste-Hilfe-Maßnahmen. Ziel des Kurses ist es, den Schülern die notwendigen Kenntnisse zu vermitteln, damit sie in lebensbedrohlichen Notfällen lebensrettende Sofortmaßnahmen durchführen können.

#### Schwimmen und Rettungsschwimmen
Jährlich legen über 90.000 Schüler eine Schwimm- oder Rettungsschwimmprüfung beim Österreichischen Jugendrotkreuz ab. Das „nasse“ Programm des ÖJRK umfasst das Oktopus-Abzeichen (ohne Altersbegrenzung) und die Kurse für das Österreichische Schwimmerabzeichen (ÖSA) – Früh-, Frei-, Fahrten- und Allroundschwimmer – sowie für das Österreichische Rettungsschwimmerabzeichen (ÖRSA), den Helfer-, Retter-, Lifesaver-, Schwimmlehrer- und Rettungsschwimmlehrerschein.

#### PflegeFit (früher:Betreuung und Pflege in der Familie)
Das ÖJRK bietet Schülern ab der 8. Schulstufe einen auf diese Krankenpflege und -betreuung vorbereitenden Kurs an. Der Kurs soll dazu beitragen, die eigene Gesundheit und die der Familie zu fördern und wiederherzustellen sowie Fähigkeiten zur Selbsthilfe im Krankheitsfall entwickeln.

#### Babyfit
Ebenfalls für Schüler ab der 8. Schulstufe bietet das ÖJRK den Kurs „Babyfit“ an, in dem Kenntnisse über Schwangerschaft, Pflege eines Säuglings, Kinderpflege, Ernährung, kindliche Bedürfnisse und Entwicklung, Krankheits- und Unfallverhütung sowie Rechtliches vermittelt werden. Die Jugendlichen erhalten nach dem Kurs einen Babyfit-Ausweis.

## Schweizerisches Jugendrotkreuz
Das Schweizerische Jugendrotkreuz ist die Jugendorganisation des Schweizerischen Roten Kreuzes (SRK). Mitglieder sind Jugendliche zwischen 16 und 30 Jahren. Die Jugendrotkreuzorganisationen (JRK) sind föderalistisch aufgebaut und den kantonalen Rotkreuzorganisationen angeschlossen. Es gibt JRKs in den Kantonen Basel, Bern-Mittelland, Biel, Freiburg, Genf, St. Gallen und Zürich.
Das Kompetenzzentrum Jugend des SRK in Bern übernimmt die Koordinations-, Vernetzungs- und Betreuungsaufgaben für alle Mitgliederorganisationen, die in der Jugendarbeit aktiv sind. Es gibt drei Mal jährlich das Jugendmagazin «ready for redcross» heraus.

### Themenschwerpunkte
Zum Freiwilligen Engagement gehören Erste-Hilfe-Kurse bei der Help-Samariterjugend oder der Jugendorganisation des Militär-Sanitäts-Verbandes (SMSV), eine Ausbildung zum Jugendrettungsschwimmer bei der SLRG und soziales Engagement für Menschen in schwierigen Situationen.
In Ausbildungslagern, Wochenenden und Kursen können Kinder und Jugendliche aus dem In- und Ausland im Zeichen des Roten Kreuzes lernen und sich austauschen.

### Deutsches Jugendrotkreuz
- Alfred Grimm: Ziele und Wege. Arbeitsheft. Herausgegeben von der Landesleitung Niedersachsen des Deutschen Jugendrotkreuzes. Hannover 1948.
- Götz Fehr: Wie arbeitet das Jugendrotkreuz? Handbüchlein für den Lehrer (= DRK-Schriftenreihe; Nr. 1). Herausgegeben vom DRK-Generalsekretariat. DRK-Generalsekretariat, Bonn 1951.
- Götz Fehr: Alle sind Brüder. Ein Wegbegleiter junger Menschen. Eine Gedenkgabe, herausgegeben vom Deutschen Roten Kreuz aus Anlaß des 125. Geburtstages des Gründers des Roten Kreuzes J. Henry Dunant; Jahresgabe des Deutschen Jugendrotkreuzes. Hamburg 1953.
- Jürgen Axer: Wir – das Jugendrotkreuz 1925–1985. Bonn 1985.
- Deutsches Rotes Kreuz: Wir – das Jugendrotkreuz 1925–1985. Themenjournal, Beilage aus Die Rotkreuz-Zeitung 10/1985. Bonn/München 1985.
- Deutsches Rotes Kreuz: Das Jugendrotkreuz. Themenjournal, Beilage aus Die Rotkreuz-Zeitung 7/8-1990. Bonn/München 1990.
- Deutsches Jugendrotkreuz: Der Jubilar JRK – 75 Jahre. Bonn 2000.

### Österreichisches Jugendrotkreuz
- Österreichisches Jugendrotkreuz: Für Menschlichkeit und Frieden. Wien 1998, Band 1.